# Ilya Lopert
Ilya Lopert (1º maggio 1905 – 27 febbraio 1971) è stato un produttore cinematografico e distributore cinematografico statunitense.

## Biografia
Ilya Lopert era di origini russe. Da giovane aveva gareggiato come ciclista e viaggiato in molti paesi europei tanto da poter parlare fluentemente varie lingue. Negli anni 30 ottenne un primo impiego per la Paramount di Parigi, occupandosi di doppiaggio, poi diventa responsabile della distribuzione dei film europei negli Stati Uniti prima per la Paramount e dopo per la Metro-Goldwyn-Mayer per poi lavorare come distributore indipendente. L'attività era molto complicata, dichiarò infatti che prima della 2 guerra mondiale solo una dozzina di film 
europei riuscivano a avere una distribuzione negli USA ed era quindi impossibile vivere. La sua prima casa di produzione Lopert Films fece arrivare a Hollywood film come Sciuscià, Le notti di Cabiria e Tempo d'estate che nonostante il successo della critica non ebbero lo stesso successo commerciale tanto che anni dopo cedette la sua società alla United Artists che cambiò nome in Lopert Pictures che continuò la distribuzione di film europei concentrandosi però su quelli che avrebbero potuto creare delle controversie come Orfeo negro o Mai di domenica. Grazie a questa attività che si dimostrò avere un certo successo Ilya divenne il coordinatore delle produzioni europee della United Artists.
Famosa la sua partecipazione alla cerimonia degli Oscar del 1964 quando il film Tom Jones ottenne il premio per il miglior film e il produttore si presentò sul palco al posto del produttore che non volevano presenziare e non disse una parola.
Con l'arrivo della nuova Hollywood e il crollo degli incassi delle pellicole europee che iniziò alla fine degli anni sessanta la United Artists decise di chiudere la Lopert Pictures.
Risiedeva a Parigi. La figlia, Tanya Lopert, è un'attrice attiva prevalentemente in Francia.
È morto nel 1971.